# 미투언 대교
미투언 대교(Cầu Mỹ Thuận)는 메콩강을 가로지르는 사장교로서 띠엔장성 까이베현과 베트남 빈롱성 빈롱시를 연결하는 교량이다. 다리는 호찌민시에서 남서쪽으로 125 km에 위치하며, 국도 1A를 통해 메콩강 삼각주의 주요한 교통 축이 된다.
미투언 대교는 오스트레일리아와 베트남 정부 간의 합작으로 개발되었다. 이 다리는 9100만 달러가 소요된 오스트레일리아 정부가 수행한 최대 규모의 해외 지원 프로젝트였다. 빌핑거 버거에 의해 건설되어 2000년에 완공되었다.